# 卸町 (横手市)
卸町（おろしまち）は、秋田県横手市の町。郵便番号は013-0072。人口は0人、世帯数は0世帯（2020年10月1日現在）。丁目の設定のない単独町名であり、全域で住居表示を実施している。旧横手市八幡・横手町の各一部。

## 地理
横手市の中心部、横手地域の中央部に位置しており、東と西と北で八幡、南で横手町と隣接する。東側で国道13号（横手バイパス）に面している。卸商業団地を主軸とした地域であり、流通センターや倉庫、事務所などが所在する。
全域が都市計画区域に含まれるが、区域区分非設定区域となっている。都市計画法上の用途地域では全域が商業地域に指定されている。

## 歴史
横手市の市街地は城下町由来の狭く曲がりくねった道路が多いため、自動車の交通に不便をきたしており、特に冬季には渋滞が深刻な課題となっていた。また、市街地には多くの卸売店が立地していたが、交通の妨げとなっていたことから、卸売業者の団地化が進められることになった。この卸団地の整備は横手商工会議所が主導し、当初は赤坂の丘陵地帯（現在の朝日が丘団地）に用地を取得して進められていた。しかし、今後の卸団地は業者だけでなく市民にも開かれた場所であるべきだとのコンサルタントの提言を受け、計画地は市街地に近く、かつ国道13号の横手バイパス沿いに位置する八幡地区へと変更され、用地取得が進められた。
1972年（昭和47年）4月に卸商業団地設置懇談会を開催。1974年（昭和49年）に起工式を挙行、翌年10月に「横手卸センター」として竣工式が挙行された。

### 町名の変遷
町名の変遷は以下の通りである。特記のないものはすべて住居表示実施に伴う変更。
| 実施後 | 実施年月日     | 実施前                                             | 備考 |
| ------ | -------------- | -------------------------------------------------- | ---- |
| 卸町   | 昭和53年4月1日 | 八幡字八幡（一部） やわた あざやわた               |      |
| 卸町   | 昭和53年4月1日 | 八幡字長者町（一部） やわた あざちょうじゃまち     |      |
| 卸町   | 昭和53年4月1日 | 横手町字大関越（一部） よこてまち あざおおせきごし |      |

## 世帯数と人口
以下は国勢調査による1995年（平成7年）以降の人口の推移。町内に住居を置く者はいない。
| 丁目 | 世帯数 | 人口 |
| ---- | ------ | ---- |
| 卸町 | 0世帯  | 0人  |

### 人口・世帯数の推移
以下は国勢調査による1995年（平成7年）以降の人口の推移。
| 年                 | 人口 |
| ------------------ | ---- |
| 1995年（平成7年）  | 0    |
| 2000年（平成12年） | 0    |
| 2005年（平成17年） | 0    |
| 2010年（平成22年） | 0    |
| 2015年（平成27年） | 0    |
| 2020年（令和2年）  | 0    |

以下は国勢調査による1995年（平成7年）以降の世帯数の推移。
| 年                 | 世帯数 |
| ------------------ | ------ |
| 1995年（平成7年）  | 0      |
| 2000年（平成12年） | 0      |
| 2005年（平成17年） | 0      |
| 2010年（平成22年） | 0      |
| 2015年（平成27年） | 0      |
| 2020年（令和2年）  | 0      |

## 小・中学校の学区
市立小・中学校に通う場合、学区（校区）は以下の通りとなる。
| 番地 | 小学校               | 中学校               |
| ---- | -------------------- | -------------------- |
| 全域 | 横手市立横手北小学校 | 横手市立横手北中学校 |

## 交通

### 鉄道
町内に駅はない。最寄り駅は■奥羽本線、■北上線の横手駅。

### 道路
- 国道13号（横手バイパス）

## 施設
- 横手卸センター（4番10号）[19]
- みんなのみらい よこて卸町園（4番4号）[20]
- 卸町公園